# Musikjahr 1502
Liste der Musikjahre

◄ | 1498 | 1499 | 1500 | 1501 | Musikjahr 1502 | 1503 | 1504 | 1505 | 1506 | ► | ►►

Weitere Ereignisse
Dieser Artikel behandelt das Musikjahr 1502.

## Ereignisse

### Heiliges Römisches Reich
- 03. April: Antonius Divitis, der an St. Donatian in Brügge als Chorleiter tätig ist und im Vorjahr seine Priesterweihe empfangen hat, zelebriert seine erste Messe.
- 08. Juni: Nicolaes Craen wird als Singmeister der „Illustere Broederschap“ an der Kirche Unserer Lieben Frau in ’s-Hertogenbosch angestellt.
- 01. Juli: Antoine Brumel, der Kapellmeister in Savoyen ist, scheidet endgültig aus der herzoglichen Kapelle aus.
- Alexander Agricola begleitet Philipp den Schönen auf dessen erster Reise nach Spanien vom 4. November 1501 bis zum 8. November 1503. Einer der Höhepunkte der ersten Reise ist der Einzug des burgundischen Herrscherpaares bei Ferdinand von Aragonien und Isabella von Kastilien in Toledo im Mai 1502, sowie die Besuche in Madrid, Guadalajara und Sigüenza.
- Adam von Fulda, der von 1491 bis 1501 Leiter der Kantorei in Torgau war, lehrt als Dozent an der neu gegründeten Universität Wittenberg.
- Jean Molinet ist seit 1482 Historiograph (Chronist) und Hofdichter am herzoglichen Hof von Philipp dem Schönen (Regierungszeit 1482–1506) in Burgund. Hier ist er befreundet mit Musikern und Komponisten wie Johannes Ockeghem, Loyset Compère, Verjus und Antoine Busnoys befreundet.
- Jacob Obrecht ist seit 24. Juni 1501 als Vikar und Sänger an der Marienkirche in Antwerpen und als Chorleiter für die dortige Marienbruderschaft tätig.
- Pierre de la Rue, ebenfalls ein Mitglied der Grande Chapelle von Erzherzog Philipp dem Schönen von Kastilien (Regierungszeit 1478–1506), begleitet seinen Herrn ab 4. November 1501 bis Mai 1502 auf einer Reise von Brüssel über Paris, Blois und Orléans nach Spanien, wo sich die Hofgesellschaft für viele Monate am Hof von Ferdinand II von Aragón (Regierungszeit 1479–1516) aufhält. Dessen Frau Isabella I. von Kastilien ist die Schwiegermutter von Philipp dem Schönen. In Frankreich und Spanien wirkt die Hofkapelle an vielen prunkvollen Messfeiern mit mehrstimmiger Musik mit, zum Teil im Wechsel mit der französischen Hofkapelle. Auf der Rückreise im Frühjahr 1502 trifft de la Rue in Lyon vielleicht mit Josquin Desprez zusammen.
- Petrus Tritonius ist von 1500 bis 1502 als Lateinlehrer an der Domschule in Brixen (Tirol) tätig. Nach seiner Promotion an der Universität Padua 1502 (er bezeichnet sich in einem Brief als Magister der Universität Padua) ruft ihn Conrad Celtis als Lehrer zurück nach Wien (wohl an das Collegium poetarum et mathematicorum).
- Sebastian Virdung hat von 1500 bis 1507 die Kaplanei der Burg Stahleck bei Bacharach inne.

### England
- Robert Fayrfax, der seine berufliche Laufbahn als Chormeister an St. Alban’s in London begonnen und im Jahr 1496 Mitglied der Königlichen Kapelle geworden war, übernimmt 1502 zusätzlich die Stelle als Organist an St. Alban’s Abbey.

### Frankreich
- Loyset Compère ist bis 1503 oder 1504 prévôt (Propst) an der Kollegiatkirche Saint-Pierre in Douai. Aus einem Dokument dieser Jahre geht hervor, dass er inzwischen baccalaureus utrisque juris (ein akademischer Grad beider Rechte) ist.
- Josquin Desprez wechselt nach Ausscheiden aus der päpstlichen Kapelle, zumindest von 1501 bis 1503, an die Hofkapelle des französischen Königs Ludwig XII. († 1515). Deprez und der Komponist Johannes Ghiselin, ebenfalls Mitglied der Hofkapelle des französischen Königs, werden im Jahr 1503 zur Hofkapelle von Herzog Ercole I. d’Este nach Ferrara abgeworben. Herzog Ercole ist seit dem Tod von Johannes Martini 1497 auf der Suche nach einem neuen Kapellmeister und hat mit Hilfe seines Agenten Girolamo da Sestola (genannt „Coglia“) und seines Sohnes Alfonso d’Este nach einem diplomatischen Treffen mit Ludwig XII. nach Kandidaten in Frankreich gesucht und vielleicht schon gezielt mit Josquin verhandeln lassen. Ein anderer Agent Ercoles, Gian de Artiganova, hat in Savoyen Sänger für Ercoles Hofkapelle gesucht und von dort Heinrich Isaac als möglichen Kandidaten für die Leitung der Kapelle benannt.
- Jean Mouton, der an der Kollegiatkirche Saint-André in Grenoble angestellt ist, um die Kapellknaben „in organo et planu cantu“ auszubilden, erhält ab 1. April das höhere Gehalt eines Presbyters auf Lebenszeit, dennoch hat er diese Lebensstellung noch vor dem 27. Juli ohne Erlaubnis des Kapitels aufgegeben. König Ludwig XII. von Frankreich (Regierungszeit 1498–1515) hat mit seiner Ehefrau Anne de Bretagne vom 23. Juni – 28. Juni auf der Reise nach Genua einen Besuch in Grenoble gemacht und offenbar bei dieser Gelegenheit den Komponisten für die Hofkapelle der Königin abgeworben.

### Italien
- Marco Cara steht seit 1495 und bis 1525 als Lautenvirtuose im Dienst der Familie Gonzaga in Mantua, die zu seiner Zeit Künstler aller Richtungen fördert.
- Heinrich Isaac, der seit 1497 als „Componist und diener“ beim habsburgischen Hof angestellt war, lebt von 1502 bis 1506 wieder überwiegend in Florenz, wo er 1502 (und 1504) an das Spital Santa Maria Nuova Einzahlungen für eine eigene Rente und für seine Ehefrau macht. Am 15. August 1502 bestimmt er in seinem ersten Testament, hinterlegt in der Kirche Santa Maria dei Servi, dass man ihn in dieser Kirche begraben möge, und setzt seine Ehefrau als Alleinerbin ein. Er wirkt auch als Treuhänder für seine verwitwete Schwägerin Margherita, die mit dem Sänger Charles de Launoy verheiratet war, anlässlich ihrer Wiederverheiratung und übernimmt die Versorgung von Maria de Launoy, Margheritas Tochter. Isaac hält sich 1502 außerdem in Ferrara auf, wo der musikbegeisterte Herzog Ercole I. d’Este einen Nachfolger für die Leitung seiner Hofkapelle sucht und eine Anstellung entweder von Heinrich Isaac oder von Josquin Desprez erwogen wird. Hierzu schreibt der Beauftragte Gian de Artiganova an Herzog Ercole am 2. September 1502:

„Ich muss Euer Gnaden mitteilen, dass Isaac der Sänger in Ferrara gewesen ist und eine Motette über eine ‚La mi la sol la sol la mi‘ betitelte Fantasie geschrieben hat; diese ist sehr gut, und er schrieb sie in zwei Tagen. Daraus kann man nur schließen, dass er sehr schnell in der Kunst der Komposition ist; im übrigen ist er gutartig und umgänglich. … er hat sich die Zeit von einem Monat für die Antwort ausbedungen, ob er dienen will oder nicht. Wir haben … ihm 10 Dukaten pro Monat versprochen … Mir scheint er gut geeignet, Euer Gnaden zu dienen, besser als Josquin, weil er zu seinen Musikern von liebenswürdigerem Wesen ist und öfter neue Werke komponieren will. Dass Josquin besser komponiert, ist richtig, aber er komponiert, wenn er es will und nicht, wenn man es von ihm erwartet, und er verlangt 200 Dukaten als Lohn während Isaac für 120 kommen will …“

- Johannes Tinctoris hält sich 1502 in Rom auf.
- Bartolomeo Tromboncino ist nach Aufenthalten in Vicenza und in Casale von 1501 bis 1512 in Mantua tätig. Mit der Musik zur Komödie Asinaria von Titus Maccius Plautus komponiert er 1502 eine der frühesten Bühnenmusiken Italiens.

### Polen-Litauen
- Georg Liban, der 1501 von Köln nach Krakau zurückgekehrt ist, erlangt den akademischen Grad eines Bakkalaureus. Magister wird er im Jahre 1511.

## Instrumentalmusik
- Heinrich Isaac – „La mi la sol“ (Probestück für Ercole I. d’Este von Ferrara)

## Vokalmusik

### Geistlich
- Antoine Brumel
  - Ave ancilla trinitatis: Noten und Audiodateien im International Music Score Library Project
  - Ave stella matutina: Noten und Audiodateien im International Music Score Library Project
- Loyset Compère – Virgo celesti: Noten und Audiodateien im International Music Score Library Project
- Nicolaes Craen – Ecce video
- Josquin Desprez
  - Ave Maria…virgo serena: Noten und Audiodateien im International Music Score Library Project
  - Missa Gaudeamus: Noten und Audiodateien im International Music Score Library Project
  - Misse Josquin
  - Missa L'homme armé super voces musicales: Noten und Audiodateien im International Music Score Library Project
  - Missa La sol fa re mi: Noten und Audiodateien im International Music Score Library Project
  - Missa L’homme armé sexti toni: Noten und Audiodateien im International Music Score Library Project
  - Missarum, Liber 1: Noten und Audiodateien im International Music Score Library Project
  - Salve regina zu fünf Stimmen, 2. Teil: „Eia ergo advocata“, 3. Teil: „Et Jesum“
- Jacob Obrecht
  - Missa Si dedero, (Tenor der gleichnamigen Motette von Alexander Agricola mit Anleihen bei den beiden übrigen Stimmen)
  - Si sumpsero: Noten und Audiodateien im International Music Score Library Project
- Ottaviano Petrucci (Hrsg.) – Motetti A: Noten und Audiodateien im International Music Score Library Project
- Johannes Tinctoris – Virgo Dei throno digna: Noten und Audiodateien im International Music Score Library Project
- Gaspar van Weerbeke
  - Motette Ave domina sancta Maria zu vier Stimmen
  - Motette Christi mater ave sanctissima zu vier Stimmen
  - Motette Ibo mihi ad montem mirrhe zu vier Stimmen
  - Motette Mater digna Dei zu vier Stimmen
  - Motette O pulcherrima mulierum surge zu vier Stimmen
  - Motette Vidi speciosam sicut columbam zu vier Stimmen
  - Motette Virgo Maria non est tibi similis: Noten und Audiodateien im International Music Score Library Project

### Weltlich
- Alexander Agricola – Je vous empire: Noten und Audiodateien im International Music Score Library Project
- Antoine Bruhier – Vray dieu qui me confortera: Noten und Audiodateien im International Music Score Library Project
- Antoine Brumel
  - En amours que cognoist: Noten und Audiodateien im International Music Score Library Project
  - Je despite tous: Noten und Audiodateien im International Music Score Library Project
  - Noé noé noé: Noten und Audiodateien im International Music Score Library Project
- Antoine Busnoys – L'autrier que passa: Noten und Audiodateien im International Music Score Library Project
- Loyset Compère
  - Chanter ne puis: Noten und Audiodateien im International Music Score Library Project
  - Et dunt revenis vous: Noten und Audiodateien im International Music Score Library Project
  - Le grant desir: Noten und Audiodateien im International Music Score Library Project
  - Je suis amie du forier: Noten und Audiodateien im International Music Score Library Project
  - Lourdault lourdault: Noten und Audiodateien im International Music Score Library Project
  - A qui dirage mes pensees: Noten und Audiodateien im International Music Score Library Project
- Josquin Desprez – De tous biens plaine à 3: Noten und Audiodateien im International Music Score Library Project
- Johannes Verbonnet Ghiselin – De tous biens: Noten und Audiodateien im International Music Score Library Project
- Hayne van Ghizeghem – La regretee: Noten und Audiodateien im International Music Score Library Project
- Heinrich Isaac – Adieu fillette de regnon: Noten und Audiodateien im International Music Score Library Project
- Jean Japart – Jay pris amours II: Noten und Audiodateien im International Music Score Library Project
- Jacob Obrecht
  - Cela sans plus: Noten und Audiodateien im International Music Score Library Project
  - J'ay pris amours: Noten und Audiodateien im International Music Score Library Project
- Marbriano de Orto
  - D'ung aultre amer: Noten und Audiodateien im International Music Score Library Project
  - Mon marie m'a diffamée: Noten und Audiodateien im International Music Score Library Project
- Ninot le Petit
  - Et la la la: Noten und Audiodateien im International Music Score Library Project
  - Hélas, Hélas, Hélas: Noten und Audiodateien im International Music Score Library Project
- Matthaeus Pipelare – Fors seulement: Noten und Audiodateien im International Music Score Library Project
- Pierre de la Rue
  - Ce nest pas: Noten und Audiodateien im International Music Score Library Project
  - Tous les regres: Noten und Audiodateien im International Music Score Library Project
- Unbekannter Komponist
  - Bon temps: Noten und Audiodateien im International Music Score Library Project
  - En chambre polie: Noten und Audiodateien im International Music Score Library Project
  - Mon pere ma mariée: Noten und Audiodateien im International Music Score Library Project
  - Myn morghen ghaf: Noten und Audiodateien im International Music Score Library Project
  - Pour quoy fu fait ceste emprise: Noten und Audiodateien im International Music Score Library Project
  - A qui direlle sa pense: Noten und Audiodateien im International Music Score Library Project
  - Revelies vous: Noten und Audiodateien im International Music Score Library Project
  - Se suis trop ionette: Noten und Audiodateien im International Music Score Library Project
- Bertrandus Vaqueras – Veci la danse barbari: Noten und Audiodateien im International Music Score Library Project

## Geboren

### Geburtsdatum gesichert
- 27. Juli: Francesco Corteccia, Florentiner Organist, Kapellmeister und Komponist († 1571)

### Genaues Geburtsdatum unbekannt
- Johannes Anglicus, evangelischer Theologe und Kirchenliedkomponist († 1577)
- Johannes Stomius, deutscher Musiker, Pädagoge, Humanist, lateinischer Poet († 1562)

### Geboren um 1502
- Tuttovale Menon, Komponist französischer Herkunft († zwischen 1566 und 1568)
- Heliodoro de Paiva, portugiesischer Komponist, Philosoph und Theologe († 1552)

## Gestorben
- vor dem 6. März: Martin Wolff, deutscher Komponist und Kleriker (* unbekannt)